# Ophthalmis castalis
Ophthalmis castalis là một loài bướm đêm trong họ Noctuidae.